# 高平子
高平子（1888年12月23日—1970年3月23日），原名高均，字君平，號平子，别號在園，男，江蘇金山（今屬上海）人，中國天文學家，近代中国天文学开拓者。因欽佩東漢天文學家張衡（張平子），故自號平子。

## 生平
1888年12月23日，高平子生於江苏省金山县。早年求學於震旦大學。发表《周髀北极璇机考》，推算出周代北极星的正确位置。
1910至20年代先後任職於上海徐家匯觀象臺和佘山觀象臺、青島觀象臺、中央研究院天文研究所。1924年在青島觀象臺修復和安裝天文儀器、培養觀測人員、開創中國的太陽黑子觀測和子午測時的工作。1926年参加首届国际无线电经度联测，为中国取得第一批近代经度值，这是中国天文学家参加国际天文联合观测的开端。1928年測定了位於南京的天文研究所、廬山、河南登封測景台等地的經緯度。
1936年，通過對中國天文曆法的潛心研究，出版了《史日長編》。1937年撰写《圭表测景论》。他還曾主持中國《天文年曆》及《國民曆》的編算工作，協助余青松籌建紫金山天文臺並主管太陽分光觀測。
1948年舉家遷居臺灣，先後在臺灣省氣象局、中央研究院數學研究所以及中正理工學院任職。1958年3月10日與蔣丙然、鄭子政等人主持中國天文學會在台復會工作，並於同年6月8日完成復會，任理事長多年。到臺灣後主要從事中國古代天文曆法的整理研究工作，發表天文和曆法研究方面的論文上百篇，其中大部分後來被收進60年代後期出版的《學曆散論》和《平子著述余稿》兩書中。
1970年3月23日卒於臺北。

## 家族
父親高煌。叔父高燮（字吹万）为近代江南藏书家，堂姪子高锟為“光导纤维之父”，族人高旭（高天梅）为南社发起人。孙子高準是台灣詩人。

## 纪念
- 1982年，國際天文學聯合會行星系統命名委員會將月球正面东经87.8，南纬6.7处的一座環形山以他的名字命名。
- 1988年12月23日，中華郵政發行高平子誕生百年紀念信封(未發行郵票)，但卻擺了個烏龍[5]。

## 外部連結
- . 青岛天文网--中国科学院紫金山天文台青岛观象台/青岛市天文爱好者协会. 2006-02-08  [2009-10-08]. （原始内容存档于2014-07-26） （中文）.
- "中國農曆 問與答" （页面存档备份，存于）（中英夾雜）